# Heimatmuseum (Berching)
Het Heimatmuseum (Duits, voluit: Heimatmuseum Berching – Christoph Willibald Gluck) is een streekmuseum in Berching in de Duitse deelstaat Beieren. Naast cultuurhistorische voorwerpen uit de regio wordt ingegaan op het leven en werk van de componist Christoph Willibald Gluck (1714-1787).

## Achtergrond
Het museum werd in 1979 geopend in het Daumhaus uit de eerste helft van de 19e eeuw. Dit is een zogenaamd Ackerbürgerhaus, ofwel een stedelijk woonhuis van waaruit ook agrarische werkzaamheden uitgevoerd werden. Het bevindt zich tussen de stadsmuren en het riviertje de Sulz.

## Collectie
Het museum richt zich enerzijds op de geschiedenis van de regio rondom Berching. Het toont allerlei werktuigen uit het boerenbedrijf en heeft een omvangrijke collectie boerenmeubelen uit de periode 1700-1880. Ook zijn er ambachtelijke kunstvoorwerpen te zien zoals keramiek.
Anderzijds richt het zich op de operacomponist Christoph Willibald Gluck (1714-1787) die in Erasbach bij Berching werd geboren. Via een multimediale presentatie wordt zijn leven en werk getoond, waarvoor hij half Europa doorreisde. Er kunnen een groot aantal muziekvoorbeelden van hem beluisterd worden. Daarnaast wordt er een archief over hem bijgehouden.